# GAZ-M1
Il GAZ-M1 è un'autovettura prodotta dalla casa automobilistica russa GAZ dal 1936 al 1946.

## Il contesto

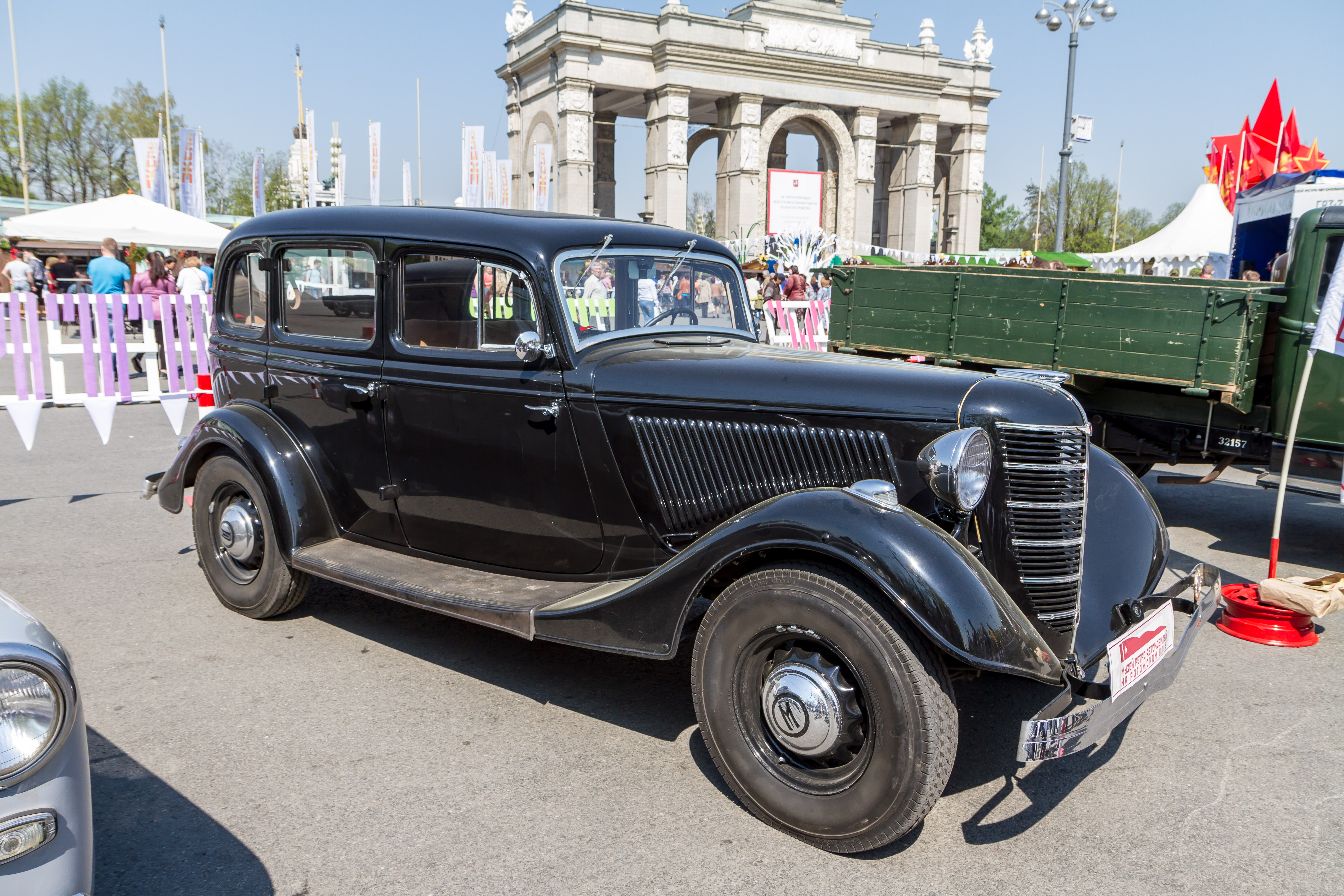
GAZ-11-73

In particolare, il primo prototipo per la GAZ M-1 era basato sulla berlina a quattro porte Ford Model B 40A del 1934. Il prototipo era alimentato da un motore a quattro cilindri, anche se sembra che fosse già previsto che le auto di serie, come la Ford su cui erano basate, avrebbero utilizzato unità V8. La documentazione è stata trasferita da Ford in conformità con i termini di un accordo di condivisione della tecnologia e il primo prototipo è stato presentato nel febbraio 1935. Un'importante innovazione per il produttore è stata la carrozzeria interamente in acciaio, sebbene in questa fase il tetto fosse ancora rinforzato con pannelli laterali in legno rivestito con tessuto sintetico "similpelle".
Sostituì la precedente GAZ-A, ma entrambi questi veicoli furono prodotti fino al 1938, quando tutte le versioni della GAZ-A vennero finalmente tolte di produzione. Prodotto in molte varianti, il veicolo fu prodotto in serie fino al 1942. Con lo scoppio della Grande Guerra Patriottica, la produzione di autovetture si fermò per produrre solo camion militari, tuttavia, GAZ continuò a produrre l'auto ma in numero limitato, dopo la guerra la produzione in serie della GAZ-M1 è stata riavviata e GAZ ha anche iniziato a produrre l'auto GAZ Pobeda.

## Versioni
- GAZ-M1: versione berlina normale.
- GAZ-M415: versione pick-up.

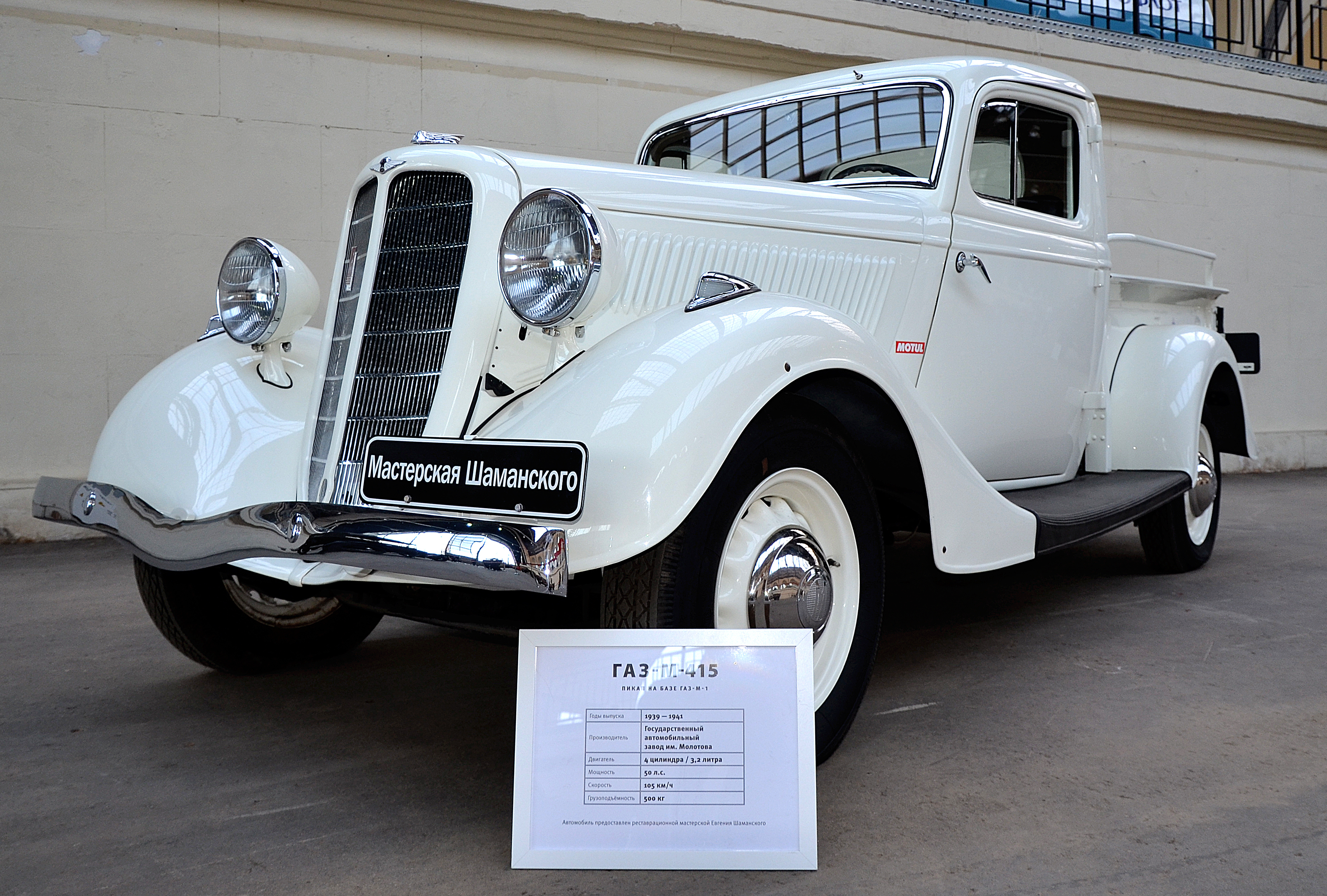
GAZ-M415

- GAZ-11-73: Une version modernisée et luxueuse du GAZ-M1 avec un moteur Dodge 6 cylindres de 3,5 litres et une partie avant plus longue pour accueillir le plus gros moteur. Il a été construit de 1943 à 1948.
- GAZ-61: versione fuoristrada.
- GAZ-61-415: camioncino basato sul GAZ-61.
- GAZ-11-415: versione camioncino basata sul GAZ-11-73.
- BA-20: versione per autoblindo.
- GAZ-GL1: auto da corsa prodotta nel 1938.